# Hans-Wilhelm Schreiber

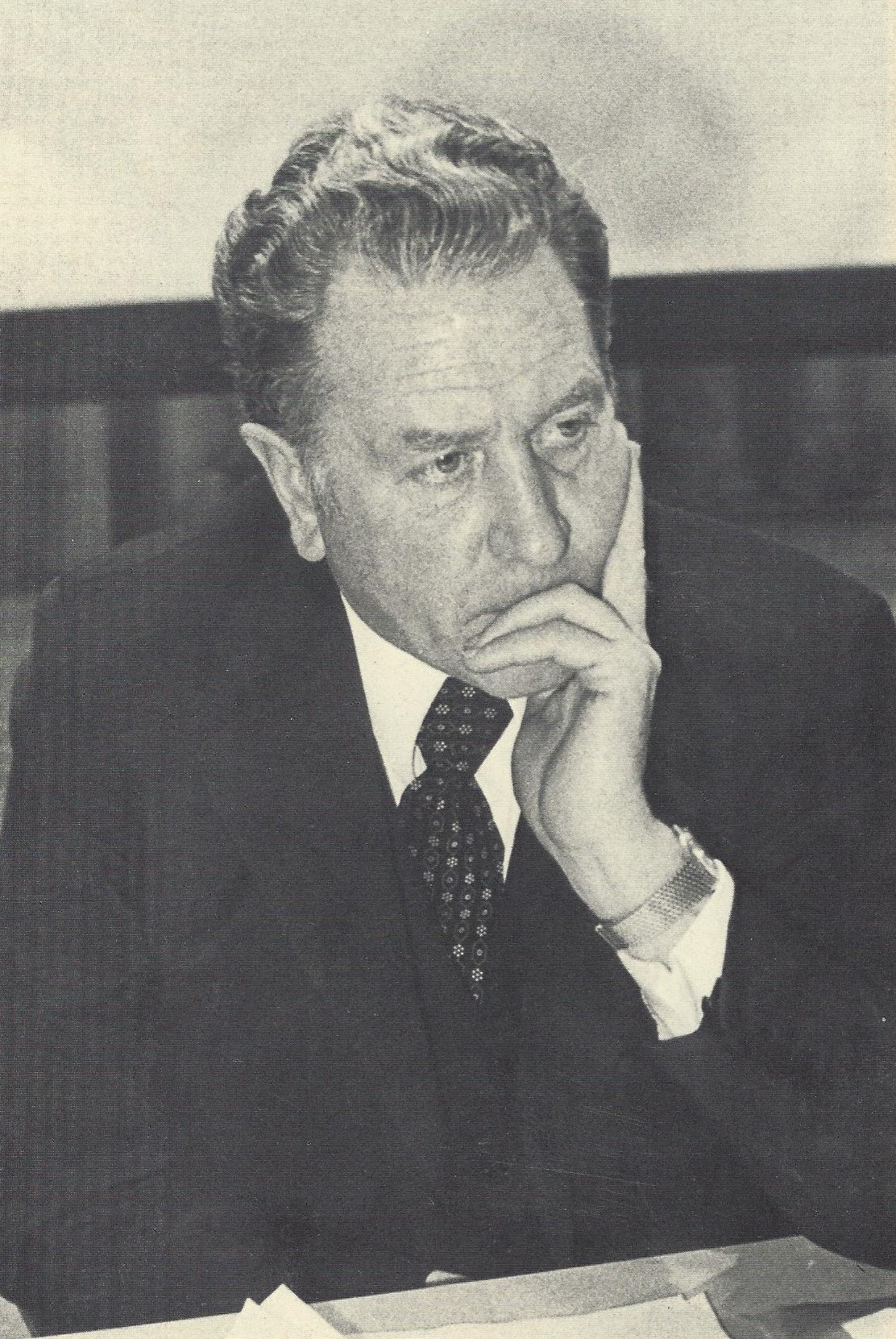
Hans-Wilhelm Schreiber, 1974

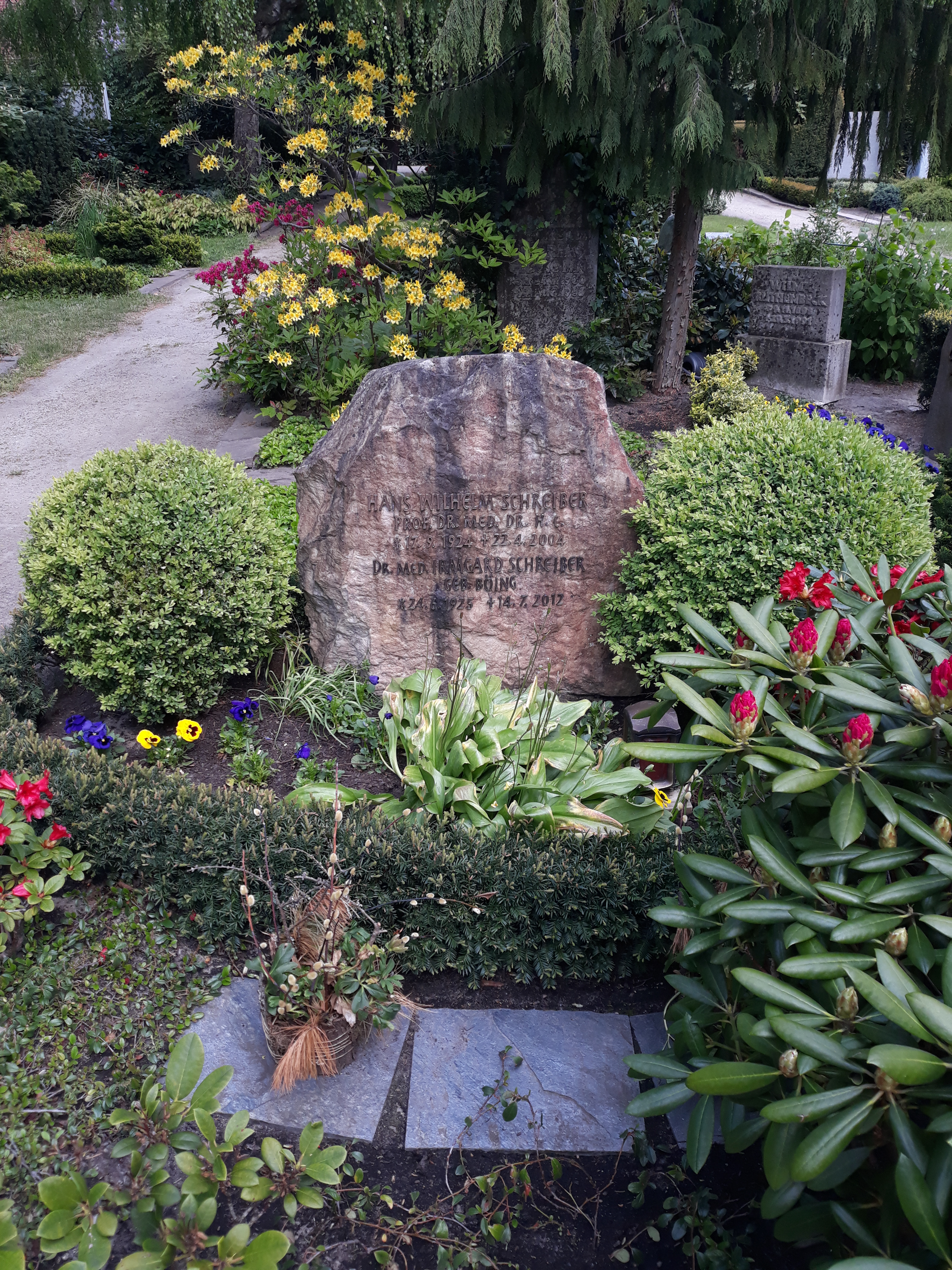
Das Grab von Hans-Wilhelm Schreiber und Ehefrau Irmgard auf dem Alten Niendorfer Friedhof in Hamburg.

Hans-Wilhelm Schreiber (* 17. September 1924 in Schönecken in der Eifel; † 22. April 2004 in Hamburg) war ein deutscher Viszeralchirurg und Hochschullehrer im Universitätsklinikum Hamburg-Eppendorf.

## Leben
Schreiber war der Sohn eines Landarztes und beschloss nach einer schweren Schrapnell-Verwundung 1943 als Soldat an der Ostfront im Zweiten Weltkrieg Chirurg zu werden. Er studierte Medizin an der Rheinischen Friedrich-Wilhelms-Universität Bonn, wo er 1962 bei Alfred Gütgemann promovierte. Als habilitierter Privatdozent wurde er Oberarzt an der Klinik.
1965 wurde er Chefarzt  am Marienkrankenhaus Hamburg. 1967 wurde er Professor. Rufe an die Universität-Gesamthochschule Essen und die Westfälische Wilhelms-Universität Münster lehnte er 1970 ab. 1973 wurde er Ordinarius für Allgemeinchirurgie an der Universität Hamburg. Als Direktor leitete er  die Allgemeinchirurgie im UKE bis zu seiner Emeritierung im Jahre 1990. Von 1976 bis 1978 war er stellvertretender Ärztlicher Direktor des UKE und stellvertretender Sprecher des Fachbereichs Medizin.

## Werk
Schreiber befasste sich insbesondere mit Abdominal- und Magenchirurgie, wo er eine neue Operationsmethode in der Magenresektion einführte mit Bildung eines Ersatzmagens aus Teilen des Jejunums, und der Gefäßchirurgie, wie Pathophysiologie und Chirurgie der Hypertension der Pfortader. Er führte 1984 die erste Lebertransplantation in Hamburg aus und förderte Ende der 1960er Jahre die Einführung der endoskopischen Chirurgie. Er befasste sich auch mit Medizinethik, unter anderem in einem von ihm gegründeten Arbeitskreis aus Medizinern und Juristen in Hamburg. Von ihm und Mitarbeitern stammt ein zehnbändiges Lehrbuch der Chirurgie.

## Ehrungen
- Langenbeck-Preis der Deutschen Gesellschaft für Chirurgie (1962)
- Ernst Jung Medaille für Medizin in Gold (1999)
- Ehrenplakette der Sowjetischen Akademie der Wissenschaften (1985)
- Gregoriusorden
- Präsident der Deutschen Gesellschaft für Chirurgie (1983)
- Ehrensenator der Deutschen Gesellschaft für Chirurgie (1990)
- Mitglied der Deutschen Akademie der Naturforscher Leopoldina (1981)
- Ehrenmitglied der Französischen Gesellschaft für Chirurgie
- Ehrenmitglied der Deutschen Röntgengesellschaft
- Ehrendoktor der Freien Universität Berlin (1992)
- Korrespondierendes Mitglied der Österreichischen Gesellschaft für Chirurgie.

## Schriften
- Zur Pathophysiologie und Chirurgie des Pfortaderhochdruckes. In: Langenbecks Archiv für Klinische Chirurgie. Band 300, 1962, S. 187 ff.
- Radikalität und pathophysiologische Gesichtspunkte der Resektion des Magencarcinoms.In: Langenbecks Archiv. Band 314, 1966, S. 213–230.
- mit H. van Ackeren, H. R. Kortmann und Volker Schumpelick: Radikalprinzipien in der Chirurgie des Magencarcinoms. In: Langenbecks Archiv. Band 347, 1978, S. 61–69.
- mit Franz Baumgartl und Karl Kremer (Hrsg.): Spezielle Chirurgie für die Praxis. Mehrere Bände. Thieme, Stuttgart 1969–1974.
- mit Karl Kremer, Fritz Kümmerle, H. Kunz und Rudolf Nissen (Hrsg.): Intra- und postoperative Zwischenfälle. Ihre Verhütung und Behandlung. Band 3: Extremitäten, Urologie und plastische Chirurgie. 2., neubearbeitete und erweiterte Auflage. Georg Thieme Verlag, Stuttgart / New York 1983, ISBN 3-13-311802-1.
- als Hrsg. mit Gert Carstensen: Chirurgie im Wandel der Zeit 1945–1983. Springer, Berlin / Heidelberg / New York 1983, ISBN 3-540-12186-2.
- mit Karl Kremer, Werner Lierse, Werner Platzer und Siegfried Weller: Chirurgische Operationslehre. 10 Bände. Stuttgart 1985–1990